# 夢十色
夢十色（ゆめといろ）は、1996年（平成8年）に中央農業総合研究センター北陸センターによって育成されたイネ（稲）の品種。高アミロース米の一つ。旧系統名は「北陸142号」。国際稲研究所の育成したインディカ米系統の「IR2061-214-3」と、韓国で育成されたジャポニカ米とインディカ米の交配品種「密陽21号」との交配によって育成された。
アミロース含有率が約30%の高アミロース米である。玄米はやや細長い。「日本晴」と比較した場合、熟期はやや早く、稈長は20cm短いため耐倒伏性が強い。極穂重型で極多収。ただし、耐冷性は弱い。
高アミロース米の特徴として、炊飯米に粘りがないため、ういろうやプディングなどのゲル状食品や味噌用の米麹など、加工用に適する。また、食後の血糖値が上がりにくいことから、島根大学と島根県出雲市内の食品会社が、糖尿病患者向けの白がゆやおじやのレトルト食品を共同で開発・販売している。